# 2,4,6-三(三硝基甲基)-1,3,5-三嗪
2,4,6-三(三硝基甲基)-1,3,5-三嗪是一种三嗪的衍生物，最早于1995年制得。 它由2,4,6-三羧基-1,3,5-三嗪的破坏性硝化反应制得。值得注意的是，其中的硝基数目比碳原子数目还多，因此可以作为氧的来源，或者添加到含氧较少的炸药中来增强它们的威力。
通过叠氮化物或肼的亲核取代反应可以替换硝基而制得它的衍生物。